# Sieriebriansk
Sieriebriansk (kaz. Серебрянск; ros. Серебрянск) – miasto w północno-wschodnim Kazachstanie, w obwodzie wschodniokazachstańskim, w rejonie Ałtaj, nad Irtyszem. W 2009 roku liczyło ok. 10 tys. mieszkańców. Ośrodek przemysłu włókienniczego i mleczarskiego. W pobliżu miasta znajduje się Buktyrmańska Elektrownia Wodna.
Miejscowość otrzymała prawa miejskie w 1962 roku.